# Dariusz Staszczak
Dariusz Eligiusz Staszczak – polski ekonomista, doktor habilitowany nauk ekonomicznych, specjalizujący się w makroekonomii, ekonomii globalnej oraz analizie polityki gospodarczej. Adiunkt w Katedrze Polityki Gospodarczej i Bankowości na Katolickim Uniwersytecie Lubelskim Jana Pawła II. Jego badania koncentrują się na analizie globalnych cykli koniunkturalnych, niestabilności cen surowców oraz roli korporacji transnarodowych w gospodarce światowej.

## Wykształcenie i działalność akademicka
Dariusz Staszczak uzyskał stopień doktora habilitowanego w dziedzinie ekonomii. Jest adiunktem w Katedrze Polityki Gospodarczej i Bankowości na Katolickim Uniwersytecie Lubelskim Jana Pawła II. W 2019 roku odbył kwerendę naukową na University of Notre Dame w USA.

## Dorobek naukowy
Dariusz Staszczak jest autorem licznych publikacji naukowych, w tym:
- „Recessions and a changing theoretical basis of the recoveries: a view from the state-corporation hegemonic stability theory”[3]
- „Global Instability of Gold Prices: View from the State-corporation Hegemonic Stability Theory”
- „Changes of EU Countries Positions in the International Trade of Food, Drinks and Tobacco in 2016, 2019 and 2020: Influence of Coronavirus Pandemic”[4]

Jego badania skupiają się na analizie niestabilności cen surowców, globalnych recesji oraz wpływie korporacji transnarodowych na gospodarkę światową.

## Działalność publiczna
W 2023 roku Dariusz Staszczak kandydował na posła w wyborach parlamentarnych w okręgu lubelskim.